# مارينو برومس
مارينو برومس (بالهولندية: Marino Promes)‏ هو لاعب كرة قدم هولندي في مركز الهجوم، ولد في 11 فبراير 1977 في هارلم في هولندا. لعب مع فيلم 2 تيلبورغ.